# CAN 2000式刺刀
CAN2000/2005式刺刀（CAN Bayonet 2000/2005）是加拿大武装部队现役装备的多用途步兵刺刀.

## 歷史
2000式刺刀（Bayonet 2000）于2001年首次被美国海军陆战队选中，但因政治问题被美国军方否决，最终成为AES破产的导火索。
该刺刀于2004年代替了C7 Nella刺刀，用于配备C7系列和C8系列等步枪使用。
AES宣布破产后，Eickhorn-Solingen公司重新命名2000式刺刀为2005式刺刀。

## 描述
CAN2000/2005式刺刀由德国AES设计，加拿大柯尔特公司授权制造，该刺刀可切割铁刺网，也可以用作为近距离格斗匕首。
2000式刺刀全长311毫米，刃长184毫米，刀刃厚度3.4毫米，刺刀环直径为22.1毫米，重310克，但是2000式刺刀的刀鞘和战术弹挂刀削，与C7 内拉刺刀并不通用。 
2000式刺刀最初是根据AES的北约标准化协议的背景下而开发，它使用与美国M7刺刀相同的刀柄，但是AES采用与其不同的设计。
2000式刺刀在暗绿色的握把、刀鞘前的缺口和绿色的刀鞘套等部分具有明显特征，还具有用于安装在模块化轻型承载设备（MOLLE）系统上的战术弹挂的功能。
| 部件       | 部件号    | 北约库藏编号     |
| ---------- | --------- | ---------------- |
| 刺刀       | 09653C-1  | 1095-20-001-6751 |
| 刀鞘，刺刀 | 09669C-1  | 1095-20-001-6758 |
| 载体，刀鞘 | 0376368-1 | 1095-20-001-5634 |

## 使用國
- 加拿大
- 愛爾蘭
- 荷蘭[4][5]
- 瑞典
- 英国